# A.C. Williams
A.C. Williams est un ancien arbitre anglais de football des années 1940.

## Carrière
Il a officié dans une compétition majeure : 
- JO 1948 (1 match)